# 日本排球聯賽機構
日本排球聯賽機構，全名一般社團法人日本排球聯賽機構，是日本排球協會為了V聯賽（超級聯賽和挑戰聯賽）的舉行而成立的組織，負責管理聯賽的各球隊及相關事務，通稱為V聯賽機構，簡稱JVL。現任會長為木村憲治。

## 歷史
V聯賽是「全日本排球選拔男女聯賽」（簡稱日本聯賽）的接續賽事，於1994年誕生。當初的構想是將V聯賽職業化，但由於經濟不景氣的影響而擱置。
- 2003年（平成15年）4月1日 - 為了讓聯賽法人化，預想於日本排球協會之下成立關於V聯賽的內部組織。
- 2005年（平成17年）9月1日 - 以「有限責任中間法人日本排球機構」之名正式登記並設立設立，隸屬在日本排球協會。
- 2006年（平成18年） - 因為參賽隊伍擴充，原先的V聯賽改為「超級聯賽」，V1聯賽改為「挑戰聯賽」
  - 自從2007年開始，V聯賽的意義成為超級聯賽和挑戰聯賽的總稱。
- 2009年4月30日 - 伴隨著日本國內公益法人制度改革的措施，改名為「一般社團法人日本排球機構」。

## 主辦賽事
- V超級聯賽
- V挑戰聯賽
- V挑戰賽（升降級附加賽）
- 日韓V聯賽頂級賽（日本主辦）
- V夏季聯賽

## 加盟球隊

### 超級聯賽

#### 男子球隊
| 球隊名   | 松下豹                                  | 東麗箭                  | 三得利太陽鳥                                            | 堺拓荒者                                |
| -------- | --------------------------------------- | ----------------------- | ------------------------------------------------------- | --------------------------------------- |
| 奪冠賽季 | 2007/08 2009/10 2011/12 2017/18 2018/19 | 2004/05 2008/09 2016/17 | 1994/95 1999/00 2000/01 2001/02 2002/03 2003/04 2006/07 | 1996/97 1997/98 2005/06 2010/11 2012/13 |
| 球隊名   | FC東京                                  | 豐田合成三能            | JT雷霆                                                  | 大分三好白鷲                            |
| 奪冠賽季 | 無                                      | 無                      | 無                                                      | 無                                      |

#### 女子球隊
| 球隊名   | 東麗箭                          | 久光製藥Springs         | 電裝愉快蜜蜂   | 岡山海鷗                        |
| -------- | ------------------------------- | ----------------------- | -------------- | ------------------------------- |
| 奪冠賽季 | 2007/08 2008/09 2009/10 2011/12 | 2001/02 2006/07 2012/13 | 無             | 無                              |
| 球隊名   | JT吃驚仰天                      | 紅翼先鋒                | 豐田車體六女王 | NEC紅火箭                       |
| 奪冠賽季 | 2010/11                         | 2003/04 2005/06         | 無             | 1996/97 1999/00 2002/03 2004/05 |

### 挑戰聯賽

#### 男子球隊
| 球隊名   | 筑波聯合Sun GAIA | JTEKT STINGS            | 富士通川崎紅靈魂 | 警視廳堡壘戰士     |
| -------- | ---------------- | ----------------------- | ---------------- | ------------------ |
| 奪冠賽季 | 2011/12          | 2009/10 2010/11 2012/13 | 無               | 無                 |
| 球隊名   | 東京綠茵         | 大同特殊鋼紅星          | 兵庫海豚         | Kinden三位一體電擊 |
| 奪冠賽季 | 無               | 無                      | 無               | 無                 |
| 球隊名   | 近畿俱樂部挑戰   | 豐田汽車太陽鷹          | 東京Toyopet      |                    |
| 奪冠賽季 | 無               | 無                      | 無               |                    |

#### 女子球隊
| 球隊名   | 日立宿敵                        | 上尾醫護        | KUROBE水仙女 | 大野石油廣島製油者 |
| -------- | ------------------------------- | --------------- | ------------ | ------------------ |
| 奪冠賽季 | 2000/01 2001/02 2009/10 2011/12 | 2010/11 2012/13 | 2003/04      | 無                 |
| 球隊名   | PFU藍貓                         | 熊本森林葉      | 仙台美少女   | 柏天使十字架       |
| 奪冠賽季 | 2008/09                         | 無              | 無           | 無                 |
| 球隊名   | GSS陽光                         | JA岐阜川女王    |              |                    |
| 奪冠賽季 | 無                              | 無              |              |                    |

## 準加盟制度
V聯賽機構在2008年制定準加盟制度並開始實行。
參考職業足球J聯賽的相同制度，地方聯賽及以下所屬的球隊，須符合規定條件，之後辦理相關的手續，經過審查才承認準加盟。在機構與V聯賽各球隊的協助下，可獲得入社（參加挑戰聯賽）的資格。
2009年1月，沖繩縣浦添市的殘波WINGS成為第一號準加盟女子球隊。同年9月，首個男子球隊NBK夢想者取得準加盟資格，10月則有JA岐阜也成功入社。
2012年1月，準加盟球隊JA岐阜在條件下，確定於2012/13賽季升格進入挑戰聯賽。

## 選手
選手登錄
V聯賽擁有規定的登錄規程。球隊必須於日本排球協會（JVA）登錄，其所屬球員都有機會註冊。選手的合約形態有很多種類型，主要包括正社員選手、囑託社員（期間契約社員）選手、個人事業主型選手、選手契約型（無雇用合約）選手四種分類。選手契約型事實上與具有職業合約的選手，也有其他所謂「業餘登錄選手」。每場比賽一隊最多可以登錄14名球員（至2007-08賽季和以前為12名），外國球員1名。在13名球員以上登錄的比賽，名單必須有自由人兩人。
轉隊
轉隊球員退出原公司（球隊），並在一年內不能於聯賽出場。但是，若提出移籍同意書、所屬球隊解散或是從國外歸返的選手，則不在此限。另外，V聯賽以外的比賽（天皇杯・皇后杯、黑鷲旗、國體等）依然有機會參與。
派遣（租借）
V聯賽沒有選手派遣（租借）制度，不過對於雙重登錄的規定相當寬鬆，變成各隊運用獨自的制度（如NEC紅火箭的海外派遣制度等）向國外或低級別聯賽派遣球員。
内定選手
日本聯賽時代即允許内定選手制度。此制度為針對隔年將從中學、高校、大學畢業的內定選手加以登錄，從加入年的1月起，具有出賽的資格。現在則進一步放寬門檻，只要是JVA登錄的選手，並與V聯賽的球隊有合約關係，就可以被登錄並出場。

## 口號
2006-07賽季開始募集賽季口號，可透過V聯賽官方網站與排球雜誌「月刊排球」投稿。
- 2006-07 V的新挑戰 排球聯賽40年・・力迫歷史（Vの新たな挑戦（チャレンジ） バレーリーグ40年・・歴史を力に） [永久]
- 2007-08 向北京之路響起!V的鼓動 〜大家想著用力量改變〜（北京へ響け!Vの鼓動 〜みんなの思いを力に変えて〜） [永久]
- 2008-09 更多的挑戰!一定超級!一直V聯賽（もっとチャレンジ!きっとプレミア!ずっとVリーグ!）
- 2009-10 在你的街上有V! 〜在球上的燦爛笑容〜（キミの街にVがいる! 〜輝く笑顔をボールにのせて〜）
- 2010-11 熱競宣言＝全力應援×子全力玩球（熱競宣言＝全力応援×全力プレー）
- 2011-12 V的力量! 〜超越現在的能力〜（Vの力! 〜今できるすべてをかけて〜）
- 2012-13 V的輪子 〜向前方道路前進的思維〜（Vの輪 〜想いの先に道がある〜）

還沒有正式的口號之前，從第1回大會開始於節目、海報上就出現相關的短語。
| 回數              | 男子                                       | 女子                                       |
| ----------------- | ------------------------------------------ | ------------------------------------------ |
| 第1回（1994-95）  | V聯賽男子、起飛（Vリーグ男子、発進する）   | V聯賽女子、起飛（Vリーグ女子、発進する）   |
| 第2回（1995-96）  | 為V聯賽男子、著迷（Vリーグ男子、魅せます） | 為V聯賽女子、著迷（Vリーグ女子、魅せます） |
| 第2回（1995-96）  | Vの衝撃（リーグを飾る選手たち）            | Vの誘惑（リーグを飾る選手たち）            |
| 第3回（1996-97）  | Vリーグで、反撃開始                        | Vリーグで、反撃開始                        |
| 第3回（1996-97）  | V Heroes（リーグを飾るスタープレーヤー）   | V Heroines（リーグを飾るスタープレーヤー） |
| 第4回（1997-98）  | Believe V.League                           | Believe V.League                           |
| 第4回（1997-98）  | 飛翔する群像 on the V road                 | 挑戦と対決 on the V road                   |
| 第5回（1998-99）  | きらり!個性 多士済々                       | きらり!個性 百花繚乱                       |
| 第6回（1999-00）  | Vの星                                      | Vの花                                      |
| 第7回（2000-01）  | 新世紀の日本のバレー発進!                  | 新世紀の日本のバレー発進!                  |
| 第7回（2000-01）  | 新世紀に架ける橋・綺羅星の如く             | 新世紀に架ける橋・花のように蝶のように     |
| 第8回（2001-02）  | Rising Stars                               | Rising Stars                               |
| 第9回（2002-03）  | バレーボール列島横断                       | バレーボール列島横断                       |
| 第9回（2002-03）  | 天使の翼をもつヒーローたち                 | 天使の翼をもつヒロインたち                 |
| 第10回（2003-04） | HIGH 10 SION!                              | HIGH 10 SION!                              |
| 第10回（2003-04） | Vから世界へ 勇者たちの飛翔                 | Vから世界へ 天使たちの飛翔                 |
| 第11回（2004-05） | ベストで戦うVリーグ                        | ベストで戦うVリーグ                        |
| 第12回（2005-06） | 北京奪取                                   | 北京奪取                                   |

## 外部連結
- V聯賽官方網站 （页面存档备份，存于） （日語）